# Christine Pernlochner-Kügler
Christine Pernlochner-Kügler (* 1971 in Innsbruck) ist eine österreichische Thanatologin, Bestatterin und Autorin.

## Leben
Pernlochner-Kügler wurde in Rum bei Innsbruck als Tochter eines Schlossereibesitzers und einer Hausfrau geboren. Sie wuchs katholisch auf und legte ihr Abitur an einer Ordensschule ab. Ein für sie prägendes Erlebnis sei das Sterben ihres Großvaters gewesen, dessen letzte Stunden sie begleitete. Sie studierte Philosophie, Psychologie, Pädagogik und Deutsche Philologie an der Universität Innsbruck, zunächst auf Lehramt, 1995 mit dem Abschluss Magister. Nach dem Studium fand sie keine Anstellung als Lehrerin, unterrichtete dann an einer Krankenpflegeschule und beschäftigte sich mit Palliativmedizin und Sterbebegleitung. Seit dem Jahr 2001 lehrt sie als Lektorin für Psychologie, Kommunikation und Thanatologie am Ausbildungszentrum West für Gesundheitsberufe in Innsbruck und Hall in Tirol und an der FH Gesundheit Tirol in Innsbruck. 2003 promovierte sie in Philosophie mit einer Dissertation über Körperscham und Ekel.
Sie schloss sich 2004 der „Death-Positive-Bewegung“ im Bestattungswesen an und wurde Mitglied im österreichischen Netzwerk für Ritualforschung. Im Jahr 2008 legte sie die Meisterprüfung zur Bestatterin ab. Sie war Teil des Teams, das die Versorgung von Jörg Haiders Leichnam vornahm und wurde damit auch Opfer der Verschwörungstheorien rund um seinen tödlichen Unfall. 2012 übernahm sie in Innsbruck ein Bestattungsunternehmen. Laut Florian Gasser führte Pernlochner-Kügler mit ihrem Geschäftspartner die „Abschiedsbegleitung“ ein, ein vorbereitetes und begleitetes Aufeinandertreffen von Angehörigen mit Verstorbenen am offenen Sarg, wie es das in Österreich bei Bestattungen nicht gab. Ein solcher Abschied funktioniere ähnlich wie „früher“ auf einem Bauernhof: In einem Raum liegt der Verstorbene, in einem zweiten sitzen die Angehörigen zusammen. So könne man in Ruhe Abschied nehmen, habe aber auch immer die Möglichkeit, Distanz zu nehmen.
Sie ist Autorin mehrerer Fachartikel zum Thema Pflege sowie Umgang mit dem Tod und hat zwei Bücher veröffentlicht. In dem 2021 erschienenen Sachbuch Du stirbst nur einmal schreibt sie über verschiedene Formen der Trauerbewältigung und auch über technische Details, wie dem Einkleiden der Verstorbenen sowie über falsche Vorstellungen vom Umgang mit den Toten.
Sie ist verheiratet und hat einen Sohn.

## Rezeption in Film und Roman
Der Dokumentarfilm Vollenden der Schweizer Regisseurin Susanne Eigenheer-Wyler begleitet Pernlochner-Kügler in den Jahren 2011 bis 2014 bei der Verstorbenenversorgung und Abschiedsbegleitung und wurde 2015 für den Prix du Public der Solothurner Filmtage nominiert. Ausgestrahlt wurde der Film im Leokino Innsbruck, im ORF und 2020 im WDR Fernsehen, Ausschnitte daraus in Sendungen des SRF.
Der österreichische Schriftsteller Bernhard Aichner arbeitete für ein halbes Jahr bei Pernlochner-Kügler, um sich mit dem Tod zu beschäftigen und zu recherchieren. So wurde sie zur Vorlage für seine Kriminaltrilogie Die Totenfrau und diente als „Lehrmeisterin“  der Romanfigur Brünhilde Blum. Der Roman wurde als Fernsehserie unter dem Titel Totenfrau mit Anna Maria Mühe in der Rolle der Bestatterin verfilmt.

## Wissenschaftliche Rezeption
In ihrer Dissertation Körperscham und Ekel – wesentlich menschliche Gefühle, die laut Gerhard Aumüller et al. (2008) das „Problem der Nacktheit und der Scham“ grundlegend behandelt sowie dem Philosophen Jan-Hendrik Heinrichs zufolge die „Überschneidungen von Ekel- und Schamgefühlen und ihrer Auslöser“ betont, plädiert Pernlochner-Kügler unter anderem für eine Differenzierung der Gefühle Verlegenheit, Scham und Peinlichkeit, weist jedoch darauf hin, dass ihre Unterscheidung erschwert sei, da sie sich phänomenologisch stark ähnelten. Gegen die von ihr vorgenommene Beschreibung der Verlegenheit als eigenständiges Gefühl wendet der Pastoralpsychologe Werner Strodmeyer ein, dass Pernlochner-Kügler die „Unkalkulierbarkeit der Scham“ unterschätze und die „Situations-, Person- und Beziehungsgebundenheit“ außer Acht lasse. Rüdiger Schnell sieht die Arbeit in der Tradition einer Reihe von „Bemühungen, die Relevanz des Ekels für die persönliche Entwicklung eines Individuums und für das Selbstverständnis einer Gesellschaft oder von sozialen Schichten in der Gegenwart zu erkunden“.

## Schriften
- Körperscham und Ekel – wesentlich menschliche Gefühle. Lit, Münster 2004, ISBN 3-8258-7492-3 (Zugleich: Dissertation, Universität Innsbruck, 2003).
- Du stirbst nur einmal, leben kannst du jeden Tag. Goldegg, Wien 2021, ISBN 978-3-99060-243-0.